# Moechotypa formosana
Moechotypa formosana là một loài bọ cánh cứng trong họ Cerambycidae.